# IC 1555
IC 1555 је спирална галаксија у сазвјежђу Вајар која се налази на листи објеката дубоког неба у Индекс каталогу.
Деклинација објекта је - 30° 1' 3" а ректасцензија 0h 34m 32,8s. Привидна величина (магнитуда) објекта IC 1555 износи 13,7 а фотографска магнитуда 14,4. Налази се на удаљености од 23,140 милиона парсека од Сунца. IC 1555 је још познат и под ознакама ESO 410-21, MCG -5-2-19, AM 0032-301, PGC 2071.